# Mamografie

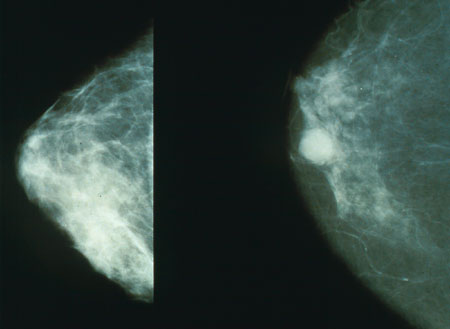
Odhalená rakovina prsu na pravém snímku oproti normálnímu stavu na levém snímku.

Mamografie (či mamografické vyšetření) je rentgenové vyšetření prsu za účelem odhalení počátku rakovinného bujení u žen, provádějící se vestoje na speciálním přístroji, zvaném mamograf.

## Popis
Mamografické vyšetření prsu je doporučováno ženám ve věku od 45 let věku, ačkoliv se údaje o tom, kdy je nejlepší se vyšetření nejdříve podrobit, velice různí. Tato metoda je úspěšná, protože zvyšuje pravděpodobnost nalezení a úplného vyléčení nádoru. U mladých žen pod 40 let však má výrazně menší rozlišovací schopnost a ozáření naopak zvýší celoživotní riziko rakoviny.
Vyšetření mamografem však nedokáže zcela spolehlivě lékaři říci, zdali se jedná v daném případě „o zhoubný nádor, tukovou bulku nebo benigní zhuštění tkáně, a také selhává u mladších žen s pevnými prsy a těch, které mají pro rentgenové záření hůře prostupnou tkáň.“

### Výskyt nádoru prsu v Česku
Dle iDnes.cz je „v České republice ročně odhaleno 7 000 až 7 500 nových nádorů prsu, drtivá většina se díky screeningu zjistí v počátečních dvou stadiích, kdy je lze zcela vyléčit. Pokročilých nádorů rozšířených do těla je 400 až 500 ročně.“

## Přínosy a rizika

### Přínosy
Mezinárodní agentura pro výzkum rakoviny (IARC) červnu 2015 zveřejnila ve vědeckém časopise New England Journal of Medicine názor odborného panelu, podle kterého existují dostatečné důkazy pro efektivnost mamografického vyšetření u žen mezi 50 a 69 lety, u žen ve věku 40 až 49 let existují pouze omezené důkazy a za nedostačující označil důkazy u žen mladších 40 let a starších 69 let.

### Rizika

#### Radiace
Dávka záření z digitálního screeningového mamografického vyšetření je přibližně 0,2 mSv, tedy více než běžný rentgen, ale méně než výpočetní tomografie. Tzv. kumulativní riziko úmrtí na rakovinu prsu vyvolané radiací z mamografického vyšetření pohybuje mezi 1 až 10 případy na 100 tisíc vyšetřených žen, podle věku ženy, frekvence a trvání vyšetření.

#### Falešná diagnóza
Několik studií upozorňuje na riziko falešné diagnózy nebo přediagnostikování („overdiagnosis“), kdy je ženám diagnostikován nádor prsu, ačkoli nejde o zhoubný tumor.

## Galerie

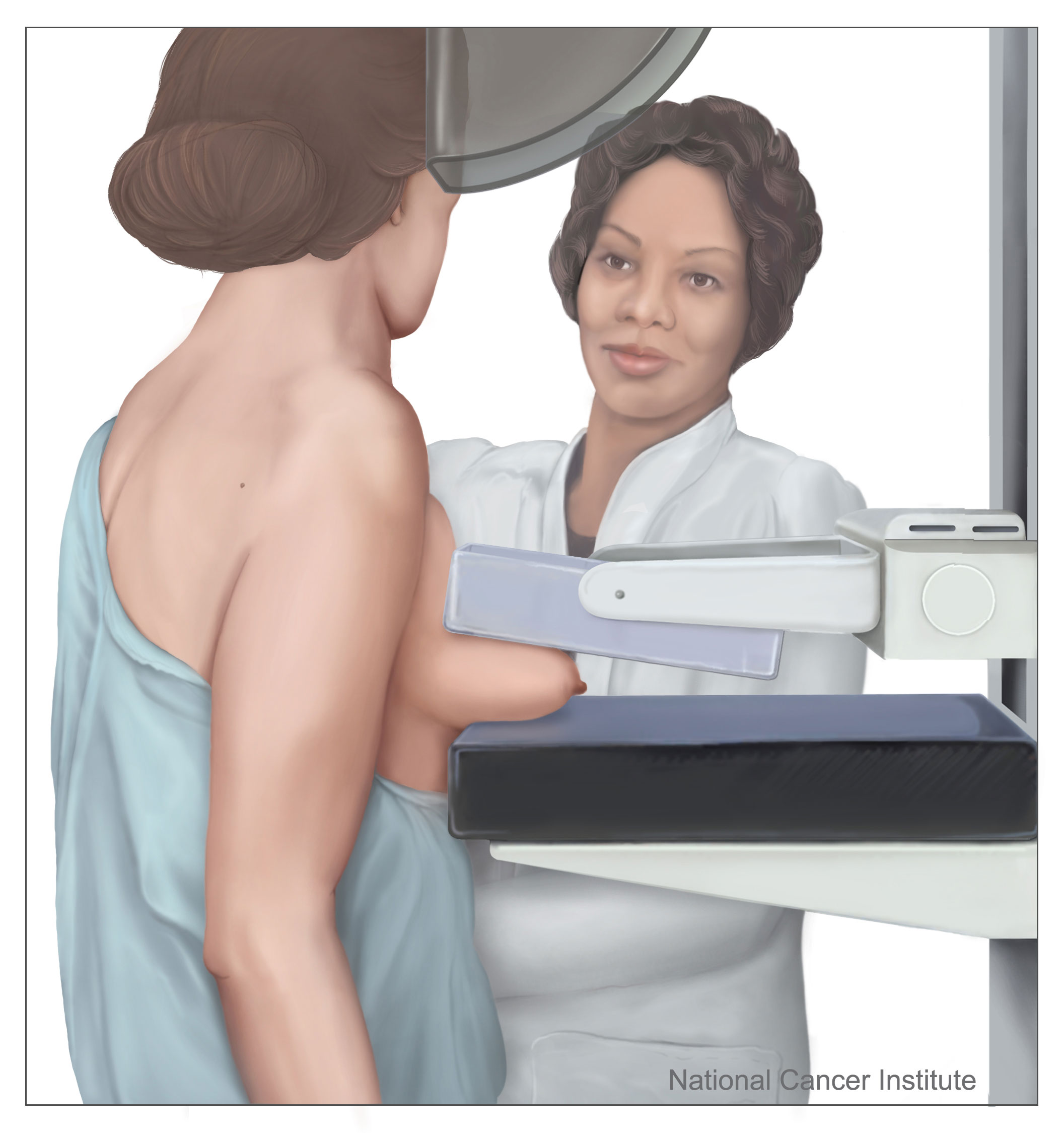
Mamografické vyšetření
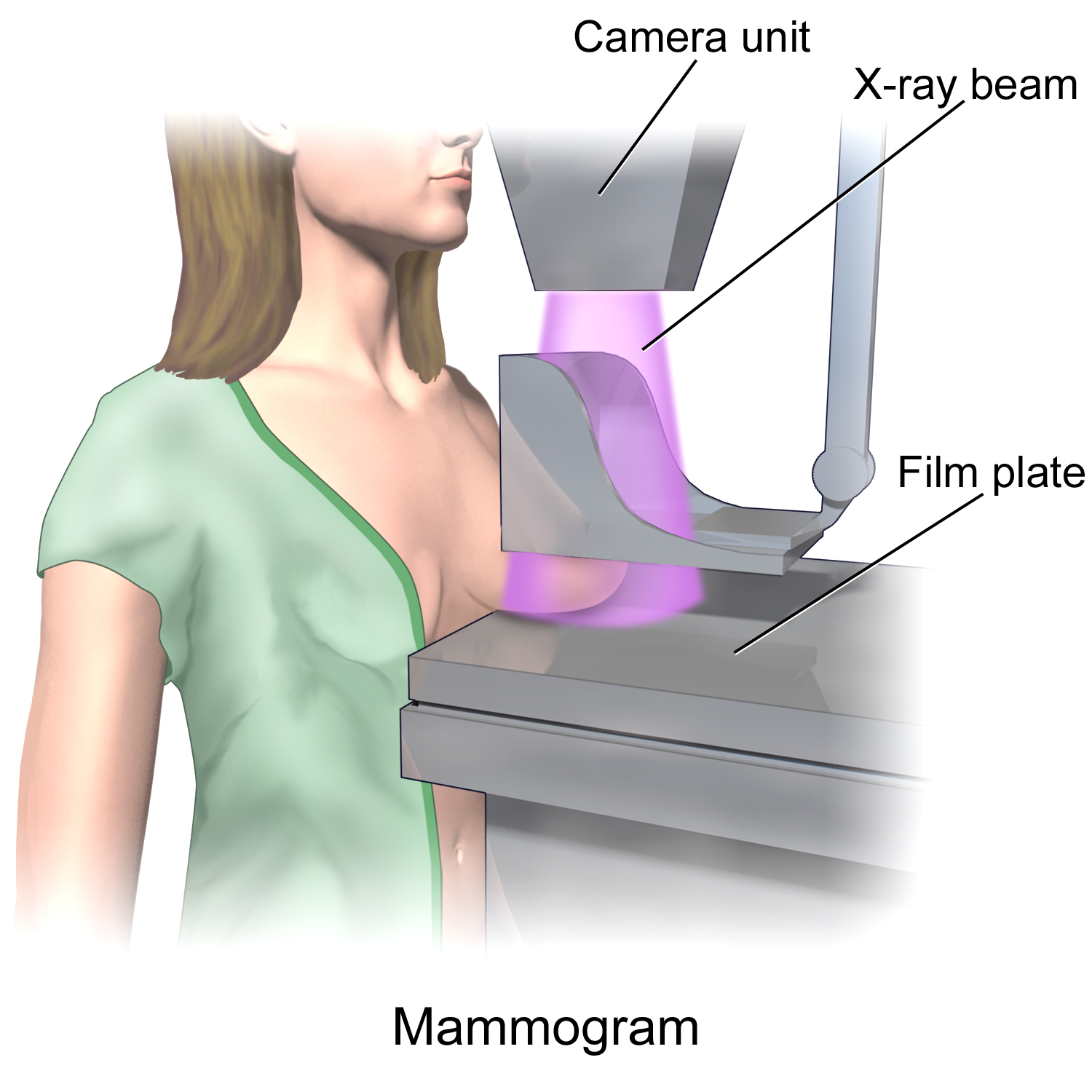
Mamografické vyšetření
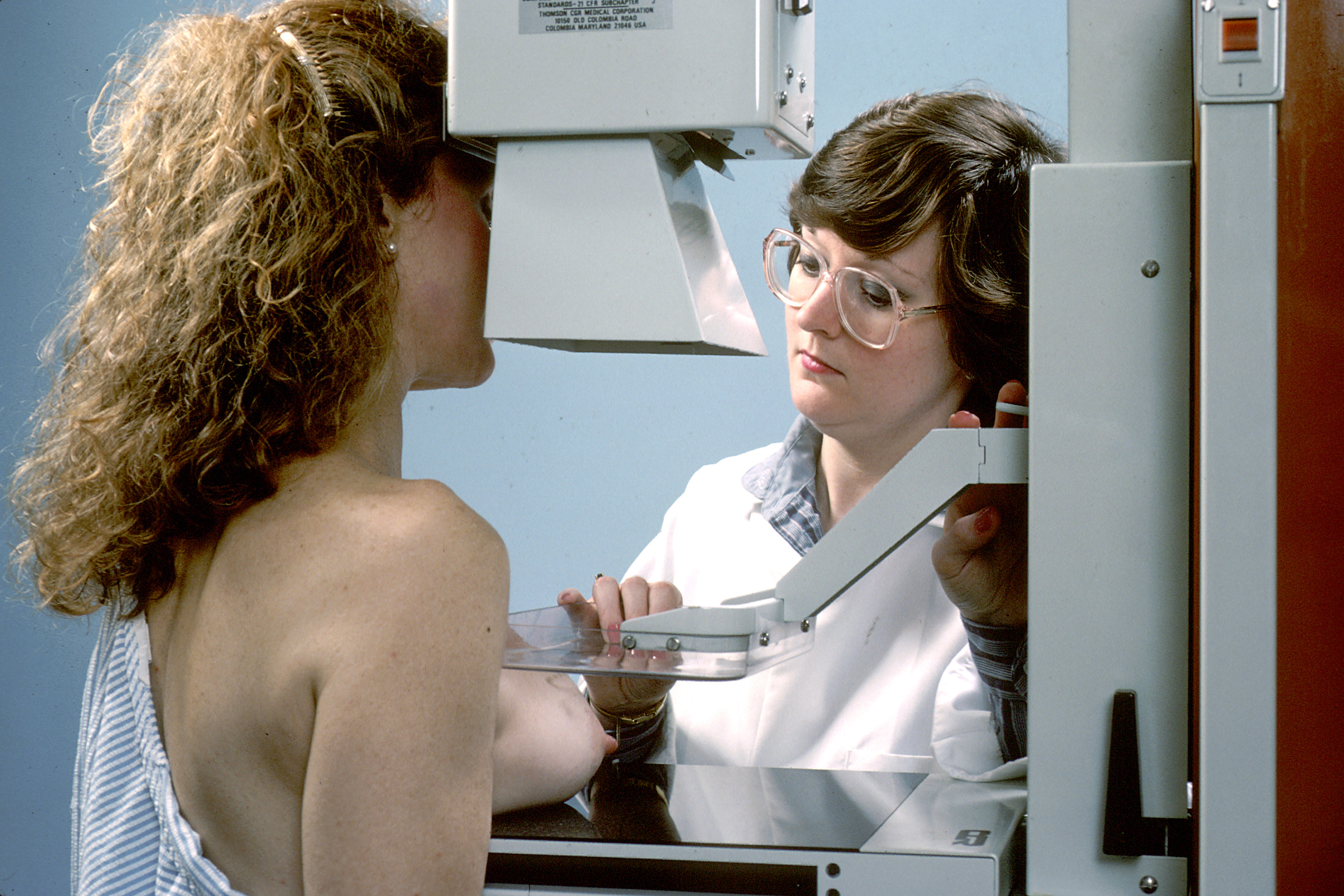
Mamografické vyšetření
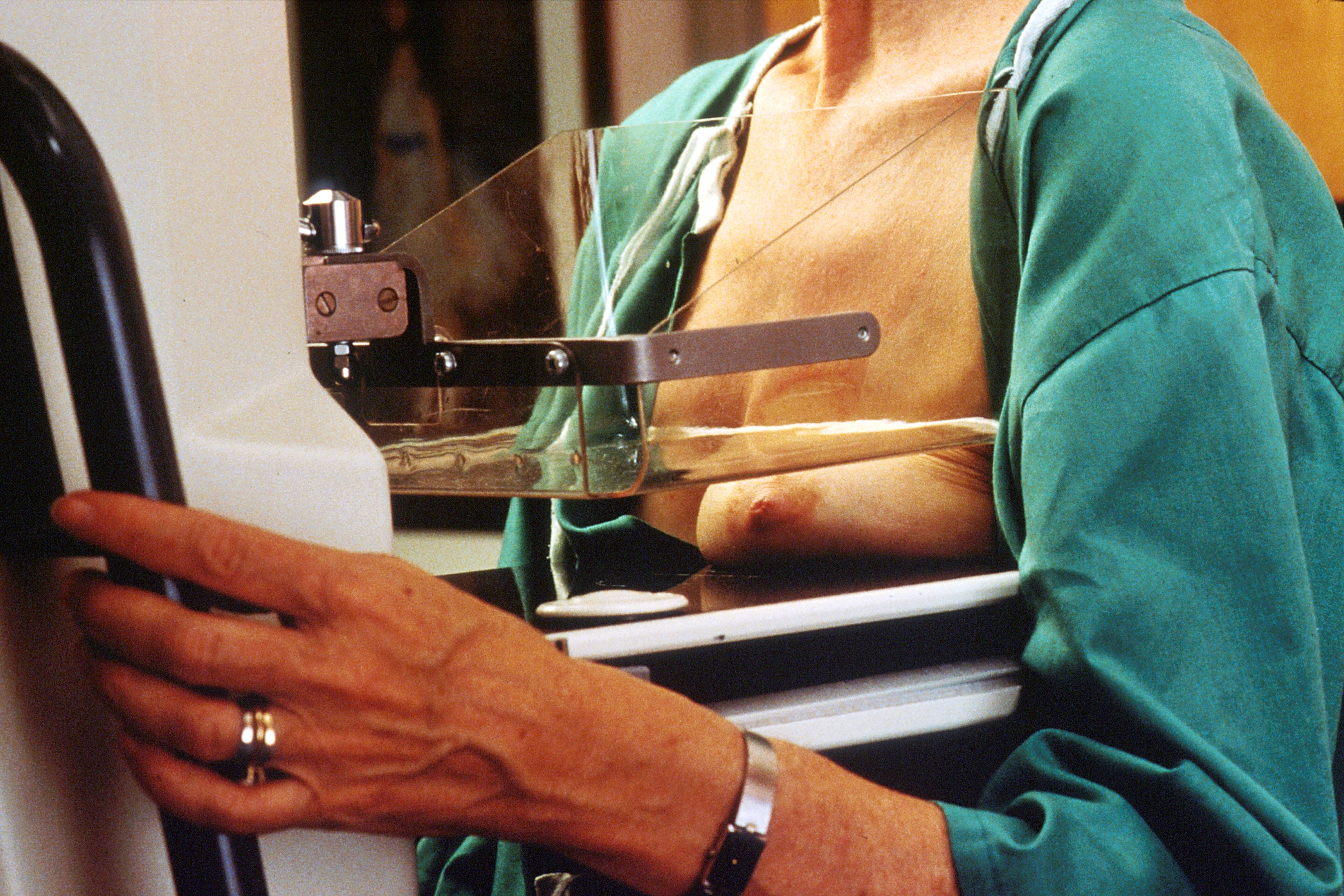
Mamografické vyšetření
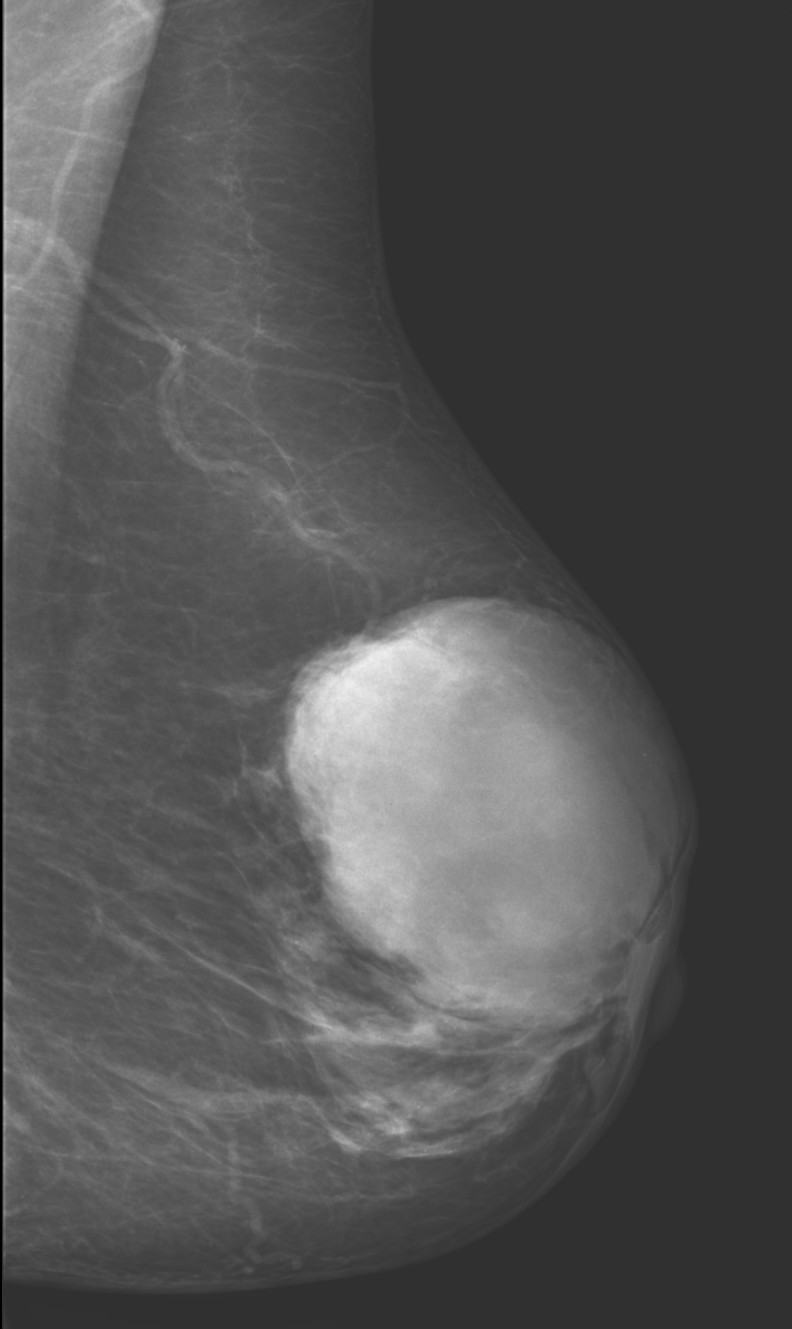
Cystosarcoma phylloides, nádor prsu
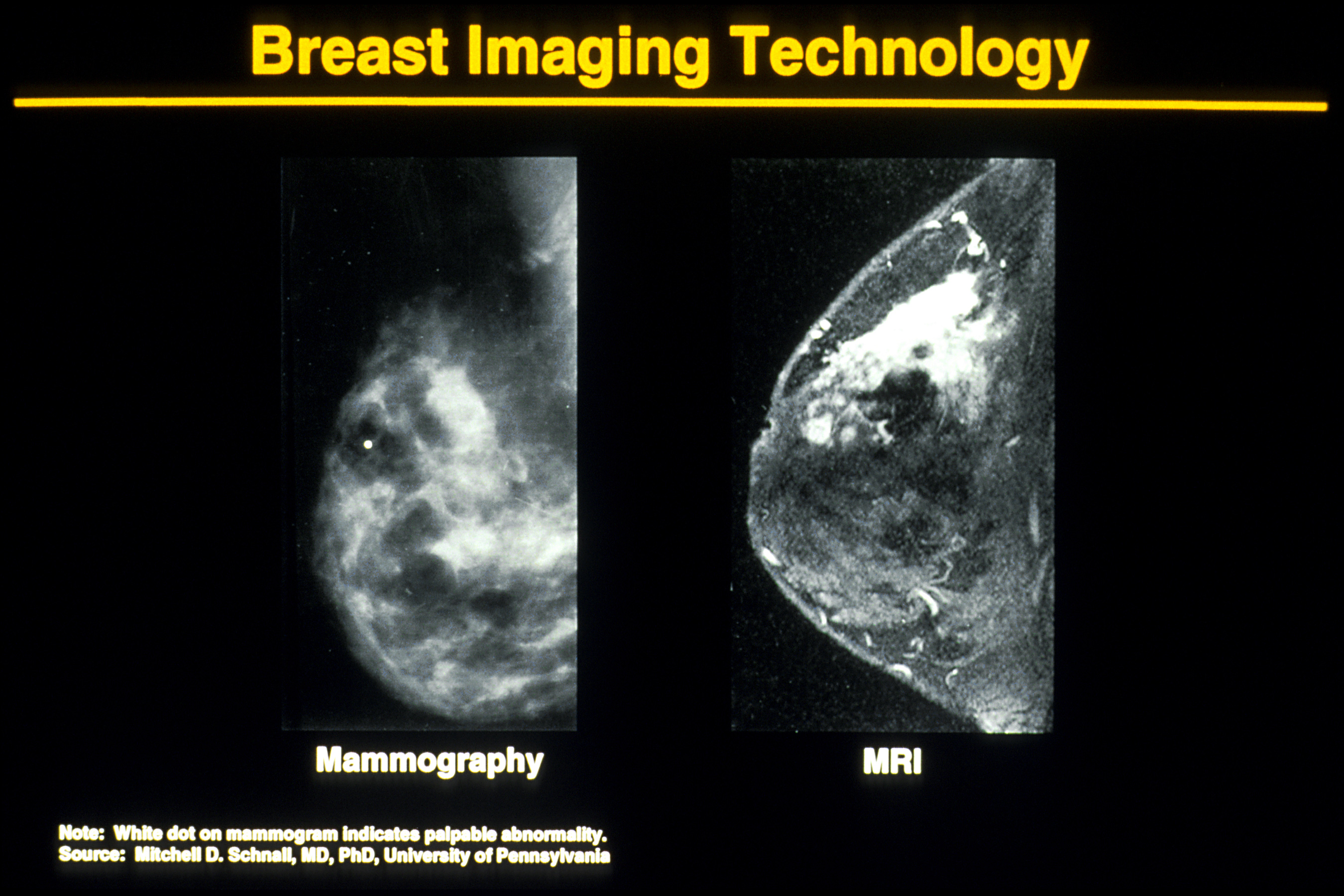
Nádor prsu z pohledu dvou různých vyšetření. Zleva: a) Mamografie versus b) Magnetická resonance (MRI)